# Buday Dezső
Buday Dezső, olykor Budai, írói álnevén: Hungarieus, teljes nevén Buday Dezső Vilmos Mihály (Pécs, 1879. május 28. – Orgovány, 1919. november 19./20. vagy december 14./31.) magyar jogász, jogakadémiai tanár, Buday Kálmán (1863–1937) orvos, egyetemi tanár és Buday László (1873–1925) statisztikus testvére.

## Élete
Buday Béla (1823–1900) mérnök és Kelemen Tekla (1842–1902) gyermekeként született. A Ciszterci Rend Pécsi Katolikus Főgimnáziumában érettségizett (1897), majd négy évvel később a Kolozsvári Magyar Királyi Ferenc József Tudományegyetemen szerzett állam- és jogtudományi doktori oklevelet. Tanulmányai után kezdetben megyei, később bírósági szolgálatot el. 1906-ban kapott egyetemi magántanári kinevezést a kolozsvári egyetemre, 1913 szeptembere és 1919 között pedig a kecskeméti református jogakadémián oktatott (peres és peren kívüli eljárás). 1913. december 22-én Budapesten, a Ferencvárosban házasságot kötött Jaritz Hildegard magánzónővel, Jaritz András és Liptay Jozefin lányával. 1917-ben szeptember elsejei hatállyal megválasztották a kecskeméti református jogakadémia helyettes igazgatójává. A Magyarországi Tanácsköztársaság alatt Kecskeméten a helyi direktórium tagja volt, 1919. május 1-jétől kezdve a fővárosban dolgozott: a Közoktatásügyi Népbiztosság egyik vezető pozícióját töltötte be. A kommün bukása után szeptemberben letartóztatták, és Kecskemétre vitték, a fogházba, majd az orgoványi erdőbe hurcolták és meggyilkolták.
Számos szociológiai tanulmányt írt, és foglalkozott irodalommal is. Rokonságban állt Babits Mihállyal.
Halála után több mint 10 évvel felesége kérvényezte rehabilitálását, amelyet a bíróság 4/1932. számú rendeletével első fokon elutasított, a Dunamelléki Református Egyházkerület 21/1933. sz. rendeletével ezt feloldotta, és 1933. november 20-án újratárgyalták az ügyet, amelyben Buday Dezső elhalálozásának idejét 1919 utolsó napját, december 31-én határozták meg.

## Emlékezete
Pécsett utca viseli nevét. Korábban Kecskeméten is neveztek el utcát, de ez a név azóta megszűnt.

## Művei
- A házasság jogbölcselete (Budapest, 1901)
- A szenvedő ember (regény, Budapest, 1916, Hungarieus álnéven)
- Az egyke Baranya vármegyében (Budapest, 1909)
- Szociális családjog (Budapest, 1918)
- Mi is az a köztársaság? (Budapest, 1919)